# Harusok
A harusok, másik nevükön: charusok vagy harudok ókori germán néptörzs. A mai Jütland területén laktak, ahová talán a mai Norvégia déli részéből kerültek. Iulius Caesar tudósítása szerint egy részük Ariovistus seregéhez csatlakozott. A nevük jelentése Jacob Grimm szerint a „silvicola” (erdő) szóra vezethető vissza.